# Alcides orontes
Alcides orontes är en fjärilsart som beskrevs av Carl von Linné 1763. Alcides orontes ingår i släktet Alcides och familjen Uraniidae. Inga underarter finns listade i Catalogue of Life.

## Bildgalleri

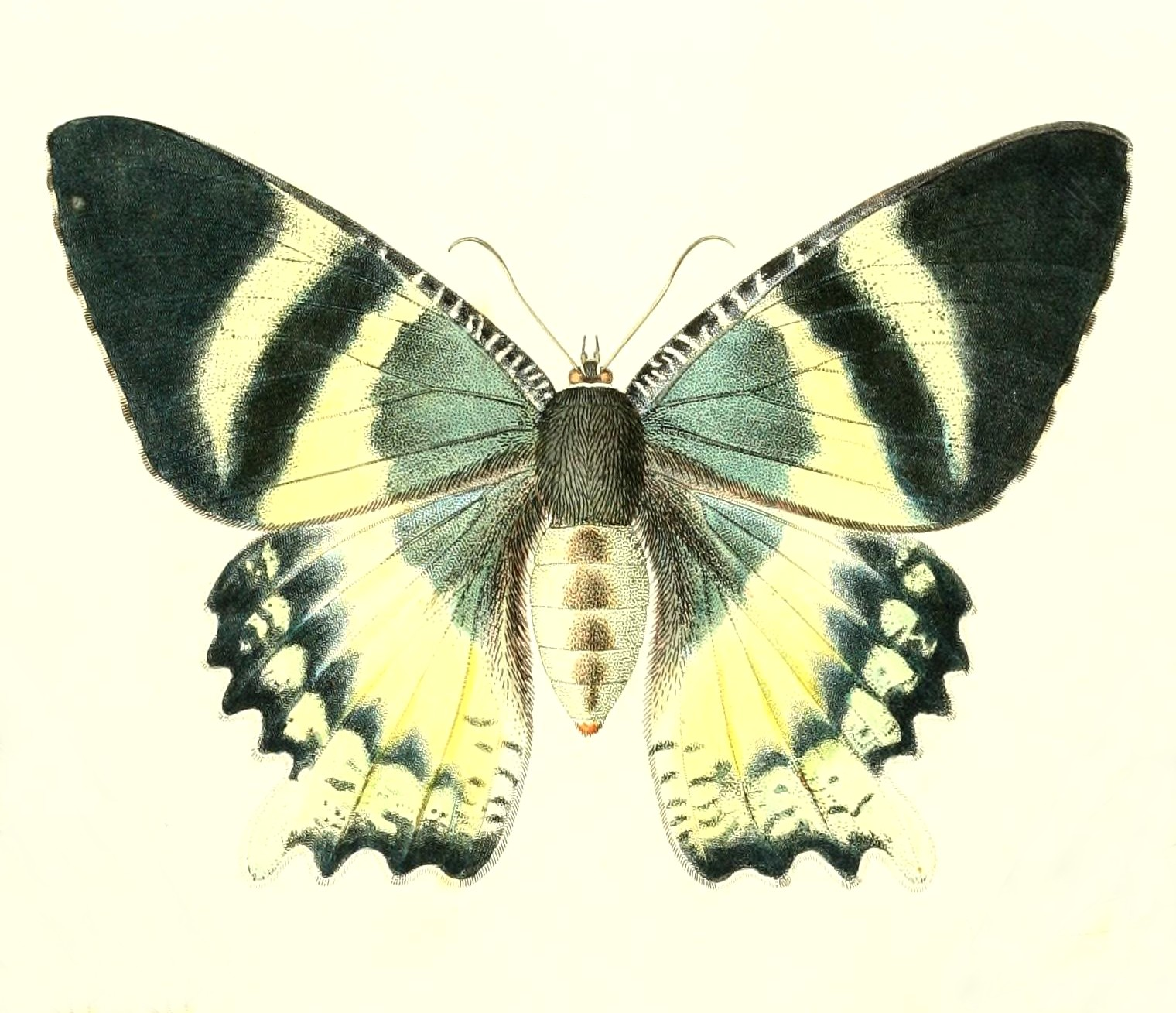
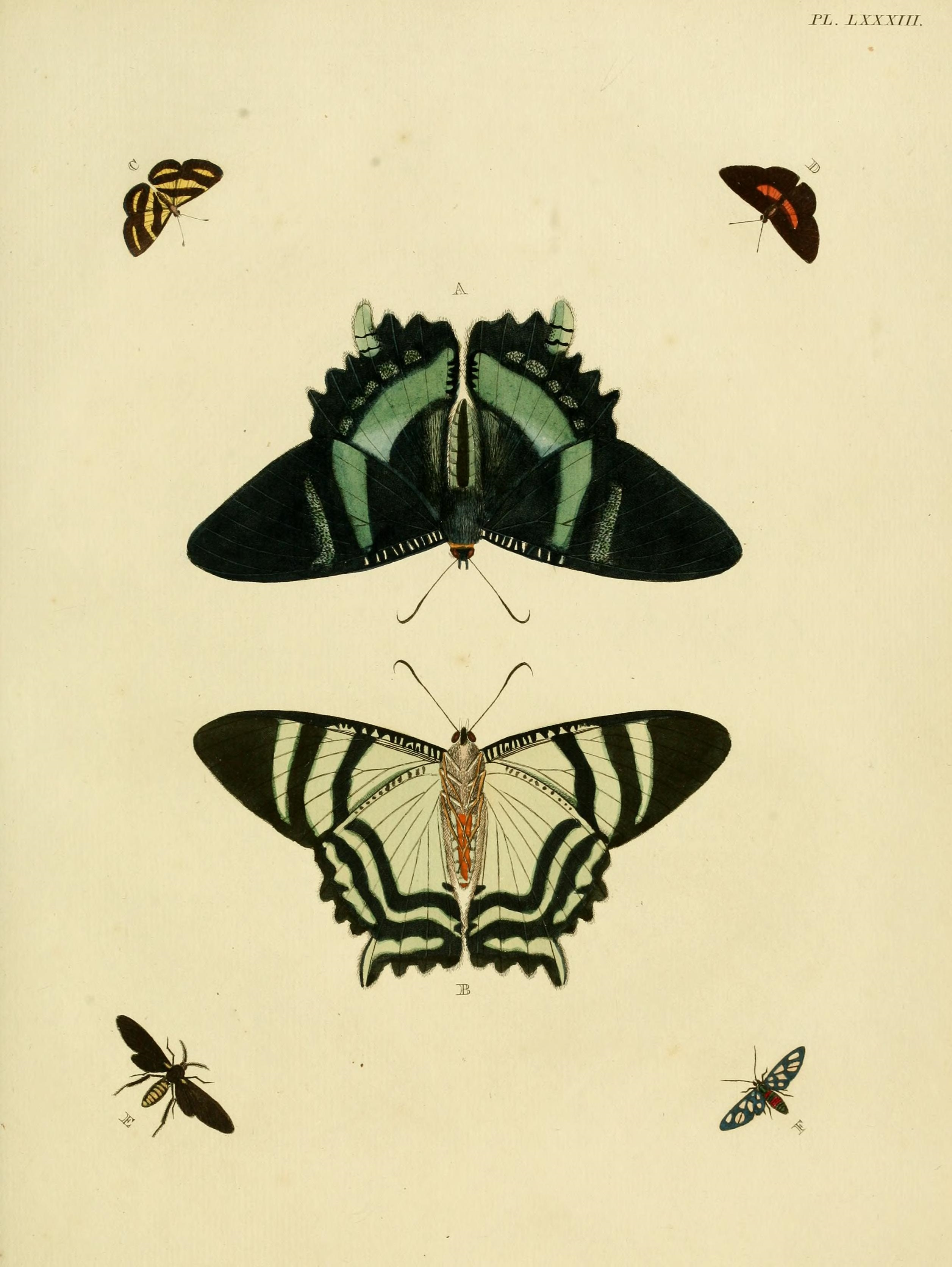